# 钱树民
钱树民（1979年12月—），辽宁喀左人，汉族，中国共产党党员。中华人民共和国政治人物、第十三届全国人民代表大会解放军和武警部队代表。

## 生平
2018年，钱树民被选为解放军和武警部队出席第十三届全国人民代表大会代表。他历任潜艇艇长、海军某潜艇基地副参谋长、福建号航空母舰副舰长。